# Maria Zwölfer
Maria Sofie Zwölfer (* 25. März 1954 in Breitenwang) ist eine österreichische Politikerin und Hauptschullehrerin. Sie war von 2013 bis 2015 (Vorwärts Tirol) und 2015 bis 2018 (Impuls-tirol) Abgeordnete zum Tiroler Landtag.

## Leben
Maria Sofie Zwölfer besuchte zwischen 1960 und 1967 die Volksschule in Untergarten und absolvierte danach von 1968 bis 1973 das musisch-pädagogische Realgymnasium in Zams. Sie besuchte in der Folge zwischen 1973 und 1976 die Pädagogische Akademie Innsbruck und arbeitet seit 1976 als Hauptschullehrerin an der Hauptschule in Ehrwald.

## Politik
Sie ist in der Lokalpolitik bei der Liste Unabhängiges Lermoos aktiv und kandidierte bereits bei der Bürgermeisterdirektwahl 2004 in Lermoos, wobei sie es mit 37,2 Prozent in die Stichwahl schaffte und diese knapp für sich entscheiden konnte. Bei der Wahl 2010 konnte sie sich mit 54,8 Prozent durchsetzen und war erneut bis 2016 Bürgermeisterin. Weiters kandidierte sie bei der Landtagswahl 2013 auf dem zweiten Listenplatz der Liste Vorwärts Tirol und zog über die Landesliste in den Landtag ein. Sie wurde am  24. Mai 2013 angelobt. 2015 kam es mit ihr zur Abspaltung mit der neuen Partei Impuls-tirol, welche jedoch 2018 aus dem Landtag ausschied.